# Gigadō Ashiyuki
En aquest nom japonès, el cognom és Gigadō.

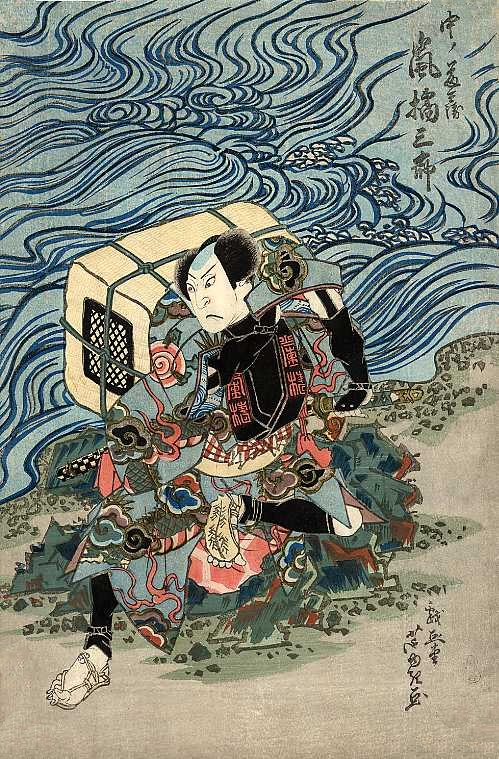
Xilografia de Gigado Ashiyuki de l'actor kabuki Arashi Kikusaburo II

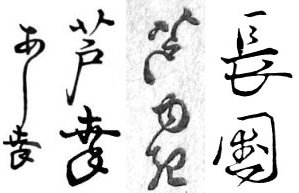
Exemples de la signatura d'Ashiyuki; la de la dreta diu "Nagakuni"

Gigadō Ashiyuki (japonès: 戯画堂　芦幸) va ser un dissenyador de xilografies de l'estil ukiyo-e d'Osaka que va estar en actiu des del 1813 fins al 1833 aproximadament. Va ser deixeble d'Asayama Ashikuni, i també va ser un poeta haiku. A Ashiyuki se'l coneix sobretot pels seus gravats d'actors kabuki de la mida ōban (36 x 25 cm, aproximadament), tot i que també va il·lustrar llibres i va dissenyar surimono. Gigadō Ashiyuki va fer servir el nom "Nagakuni" (長国) entre el 1814 i el 1821 aproximadament. Hi ha un altre gravador d'Osaka conegut com a Shuei Nagakuni o com a Naniwa Nagakuni que va ser alumne de Nagahide i va estar en actiu des del 1814 fins als anys 1820.